# Jason Strudwick
Jason Wayne Strudwick, född 17 juli 1975 i Edmonton, Alberta, är en kanadensisk före detta professionell ishockeyspelare som avslutade sin karriär i Södertälje SK i Allsvenskan.
Jason Strudwick, som är back till positionen, har många års erfarenhet från spel i NHL där han representerat Edmonton Oilers, New York Rangers, Chicago Blackhawks, Vancouver Canucks och New York Islanders. Han har även spelat i den schweiziska förstaligan för HC Lugano och i Ungern för Ferencvárosi Torna Club Jégkorong.
Strudwick är kusin till de före detta NHL-spelarna Scott och Rob Niedermayer.

## Statistik
Senast uppdaterad 4 december 2012
| 1993–94    | Kamloops Blazers        | WHL         | 61  | 6  | 8  | 14 | 118 | 19 | 0 | 4 | 4 | 24 |
| 1994–95    | Kamloops Blazers        | WHL         | 72  | 3  | 11 | 14 | 183 | 21 | 1 | 1 | 2 | 39 |
| 1995–96    | Worcester IceCats       | AHL         | 60  | 2  | 7  | 9  | 119 | 4  | 0 | 1 | 1 | 0  |
| 1995–96    | New York Islanders      | NHL         | 1   | 0  | 0  | 0  | 7   | —  | — | — | — | —  |
| 1996–97    | Kentucky Thoroughblades | AHL         | 80  | 1  | 9  | 10 | 198 | 4  | 0 | 0 | 0 | 0  |
| 1997–98    | Kentucky Thoroughblades | AHL         | 39  | 3  | 1  | 4  | 87  | —  | — | — | — | —  |
| 1997–98    | New York Islanders      | NHL         | 17  | 0  | 1  | 1  | 36  | —  | — | — | — | —  |
| 1997–98    | Vancouver Canucks       | NHL         | 11  | 0  | 1  | 1  | 29  | —  | — | — | — | —  |
| 1997–98    | Syracuse Crunch         | AHL         | —   | —  | —  | —  | —   | 3  | 0 | 0 | 0 | 6  |
| 1998–99    | Vancouver Canucks       | NHL         | 65  | 0  | 3  | 3  | 114 | —  | — | — | — | —  |
| 1999–00    | Vancouver Canucks       | NHL         | 63  | 1  | 3  | 4  | 64  | —  | — | — | — | —  |
| 2000–01    | Vancouver Canucks       | NHL         | 60  | 1  | 4  | 5  | 64  | 2  | 0 | 0 | 0 | 0  |
| 2001–02    | Vancouver Canucks       | NHL         | 44  | 2  | 4  | 6  | 96  | —  | — | — | — | —  |
| 2002–03    | Chicago Blackhawks      | NHL         | 48  | 2  | 3  | 5  | 87  | —  | — | — | — | —  |
| 2003–04    | Chicago Blackhawks      | NHL         | 54  | 1  | 3  | 4  | 73  | —  | — | — | — | —  |
| 2004–05    | Ferencvárosi TC         | Ungern      | 6   | 1  | 2  | 3  | 8   | —  | — | — | — | —  |
| 2005–06    | New York Rangers        | NHL         | 65  | 3  | 4  | 7  | 66  | 3  | 0 | 0 | 0 | 0  |
| 2006–07    | HC Lugano               | NL-A        | 34  | 2  | 3  | 5  | 28  | —  | — | — | — | —  |
| 2006–07    | New York Rangers        | NHL         | 8   | 0  | 0  | 0  | 2   | —  | — | — | — | —  |
| 2007–08    | New York Rangers        | NHL         | 52  | 1  | 1  | 2  | 40  | 2  | 0 | 0 | 0 | 0  |
| 2008–09    | Edmonton Oilers         | NHL         | 71  | 2  | 7  | 9  | 60  | —  | — | — | — | —  |
| 2009–10    | Edmonton Oilers         | NHL         | 72  | 0  | 6  | 6  | 50  | —  | — | — | — | —  |
| 2010–11    | Edmonton Oilers         | NHL         | 43  | 0  | 2  | 2  | 23  | —  | — | — | — | —  |
| 2011–12    | Södertälje SK           | Allsvenskan | 23  | 3  | 6  | 9  | 20  | —  | — | — | — | —  |
| NHL totalt | NHL totalt              | NHL totalt  | 631 | 13 | 40 | 53 | 788 | 7  | 0 | 0 | 0 | 0  |